# Salix purpurea
Il salice rosso (Salix purpurea L., 1753) è un piccolo albero dioico e deciduo appartenente alla famiglia delle Salicacee.

## Etimologia
L'epiteto specifico risale al latino purpureus "di color porpora", da purpura, a sua volta dal greco πορφύρᾱ porphýrā, riferibile agli amenti e ai rametti di colore rossastro.

## Descrizione

### Portamento
È un arbusto policormico che può raggiungere un'altezza fino a 5-6 metri, a volte assume un portamento arboreo. Il fusto è ricoperto da una corteccia di colore grigio, liscia negli esemplari giovani, poi irregolarmente screpolata, verde chiara o gialla all'interno delle screpolature. I rami giovani sono piuttosto sottili e fragili, prima rosso-bruni, poi giallo-grigiastri.  Le gemme sono appiattite ed appuntite.

### Foglie
Le foglie sono alterne, con un picciolo breve, sono lunghe da 4 a 12-16 centimetri, lanceolate e con margine seghettato verso l'apice, con nervatura pennata. La faccia inferiore è di colore grigio-verde mentre quella superiore è lucida e di colore verde più scuro.

### Fiori
I fiori sono raggruppati in amenti unisessuali. Essendo una specie dioica i fiori maschili e femminili si sviluppano su individui separati.

### Frutti
Il frutto è una capsula ovoidale e pubescente, dotata di peduncolo, entro la quale si trovano i semi piccolissimi.

## Distribuzione e habitat
Vegeta in Europa, Asia occidentale e Nord Africa. 
Il suo habitat naturale è rappresentato dalle aree di bosco umido e dal greto di fiumi, torrenti e ruscelli. Vegeta a quote comprese tra 0 e 600 metri.

## Proprietà e usi
La corteccia di questa pianta contiene un principio attivo, la salicina, che ha proprietà antifermentative, febbrifughe, astringenti ed antireumatiche.
I rami vengono utilizzati per realizzare cesti ed oggetti intrecciati.